# Referendum in Lussemburgo del 1937
Il referendum in Lussemburgo del 1937 si tenne il 6 giugno 1937. Gli elettori furono invitati a esprimere la propria opinione su un nuovo disegno di legge che avrebbe messo al bando tutti i partiti politici che potevano cercare di modificare la costituzione o la legislazione nazionale con violenza o minacce. Questo disegno di legge, chiamata Maulkuerfgesetz o in francese Loi muselière o Loi d'ordre (Legge sull'ordine), mirava inoltre allo scioglimento del Partito Comunista del Lussemburgo (KPL). 

## Metodo di voto
La legge del 12 maggio 1937 sull'organizzazione del Referendum e il decreto adottato in pari data in esecuzione della stessa legge definirono le modalità della votazione..

## Contesto
Nel 1933, durante un'interpellanza sulle attività naziste in Lussemburgo, il ministro di Stato Joseph Bech annunciò che il governo stava studiando un disegno di legge contro i movimenti che cercavano di distruggere l'ordine costituzionale del paese. I comunisti vennero presi di mira, ad esempio nel 1934 due insegnanti comunisti (Dominique Urbany e Jean Kill) furono licenziati. Dopo le elezioni suppletive del giugno 1934 nelle circoscrizioni meridionali e orientali, il primo deputato comunista eletto, Zénon Bernard, fu rimosso dal suo mandato dalla maggioranza di centrodestra della Camera e dalla lista comunista che aveva ottenuto il 7% di voti nella circoscrizione meridionale, invalidati.
Nel 1935 il Governo presentò una prima versione del disegno di legge sulla difesa dell'ordine politico e sociale. Il 7 maggio 1937 il Ministro di Stato Joseph Bech affermò alla Camera:
Contro questo progetto, si formarono nel 1935 alcuni comitati di intellettuali, parte della sinistra socialista e liberale e i comunisti: fu così fondata una "Lega per la difesa della democrazia". Il Partito Operaio Socialista e i sindacati si smarcarano però da questo "fronte democratico" e organizzarono la propria campagna. I dibattiti erano estremamente tesi tra i campi in presenza. La sinistra accusò la maggioranza di destra di essere fascista, mentre la destra denunciò ogni inclinazione per un fronte popolare tra socialisti e comunisti.
Dopo sei diverse versioni, la legge per la difesa dell'ordine politico e sociale, consigliata positivamente dal Consiglio di Stato, fu approvata il 20 aprile 1937 a larga maggioranza (30 voti favorevoli contro 19 contrari) e prese di mira il Partito Comunista e "gruppi e associazioni che, con violenza o minaccia, mirano a modificare la Costituzione o le leggi del Paese".
Parallelamente a questi dibattiti, l'epoca fu segnata da un'intensa lotta dei sindacati liberi e cristiani uniti a tal fine per ottenere una legge sui contratti collettivi e il riconoscimento dei sindacati come parti sociali capaci di negoziare con i datori di lavoro. Il progetto era all'ordine del giorno della Camera nel dicembre 1935, ma fu ritirato all'ultimo momento su pressione dei datori di lavoro e rinviato al gennaio 1936. I sindacati decisero di manifestare nella capitale il 12 gennaio 1936, riuscendo a mobilitare in massa i loro aderenti e a costringere il governo ad approvare la legge, seguita da altri testi di grande rilevanza sociale.
Il 18 febbraio 1937 il Partito Operaio presentò alla Camera una nota denunciando l'incostituzionalità del disegno di legge sulla difesa dell'ordine sociale e politico. Il 16 aprile successivo, tre leader sindacali si recarono dal ministro di Stato Bech per chiedere un referendum sulla legge approvata. L'accordo di Bech con i sindacati fu confermato dal governo il 17 aprile; si presume che questo accordo fosse dovuto principalmente alla posizione di forza acquisita dai sindacati dal 1936.

## Campagna referendaria
La campagna per questa consultazione fu molto vivace, soprattutto da parte dei sostenitori del "no". Si svolse in un clima di tensione internazionale: la democrazia in Europa si stava infatti spostando verso l'autoritarismo e il fascismo. Il grande vicino tedesco, dove Hitler salì al potere nel 1933, gettò la sua ombra sul Lussemburgo. I rifugiati perseguitati in Germania si riversarono nel Granducato, mentre in Spagna, la guerra civile oppose ai fascisti, sostenuti dalla Germania nazista, e ai repubblicani sostenuti da migliaia di volontari socialisti e comunisti che provenivano da tutta Europa, e anche dal Lussemburgo. La sinistra attaccò l'autoritarismo di destra in Portogallo, Ungheria e Austria. Il governo di centrodestra insistette sulla necessità di preservare la neutralità del Granducato nei confronti dei paesi vicini e di astenersi da qualsiasi intervento nei loro affari interni.
Intellettuali e studenti, riuniti nell'associazione di studenti liberali e socialisti "Escher Tageblatt", si unirono ai deputati che avevano rifiutato la legge, viaggiando attraverso il Paese e prendendo la parola in numerosi incontri.
Inoltre, il clima sociale rimase teso in Lussemburgo, mentre i grandi sindacati continuarono a mobilitarsi. Il Partito Comunista penetrò nel mondo operaio e offrì al Partito Operaio un fronte comune.
L'ultima settimana prima del referendum, il quotidiano Luxemburger Wort si schierò apertamente a favore della legge dell'ordine e contro gli avversari, denunciando il pericolo comunista e attaccando i componenti della coalizione contro la legge dell'ordine. Così il 1º giugno 1937 nella serie di giornali (" Rundschau ») si rivolse agli intellettuali cattolici per ricordare loro il dovere di approvare la legge dell'ordine. Il 2 giugno attaccò i socialisti per il loro ruolo negli eventi del gennaio 1919. Il 5 giugno comparve il manifesto del governo in cui si affermava che nessuna delle libertà garantite dalla Costituzione era violata o minacciata dalla legge; lo stesso giorno il Luxemburger Wort  concluse la sua campagna, facendo appello alla coscienza dei cattolici e rivolgendosi a tutti coloro che volevano lavorare per il bene del Paese.

## Quesito
Il 7 maggio 1937 la Camera approvò la legge sull'organizzazione del referendum sulla legge per la difesa dell'ordine sociale e politico, in concomitanza con le elezioni legislative nelle circoscrizioni meridionali e orientali. Il quesito, formulato in francese e in tedesco, riproduceva in parte l'articolo 1 della legge per la difesa dell'ordine politico e sociale:
Sind Sie damit einverstanden, dass das Gesetz in Kraft trete, welches die Auflösung der kommunistischen Partei sowie der Verbände anordnet, die durch Gewalt oder Drohungen die Verfassung oder die Gesetze des Landes ändern wollen?»
Questa formulazione diede luogo a lunghi dibattiti alla Camera il 7 maggio 1937. L'opposizione chiese che l'intero testo della legge fosse iscritto alla scheda elettorale per dimostrare che le associazioni diverse dal Partito Comunista potevano essere soggette a sanzioni. La maggioranza ribatté che la legge era stata inviata a tutte le famiglie e che nessuno avrebbe avuto il tempo di leggere il testo quando sarebbe arrivato il momento di votare.

## Risultati
| Preferenza             | Voti    | %     |
| ---------------------- | ------- | ----- |
| Sì                     | 70 371  | 49,3  |
| No                     | 72 300  | 50,7  |
| Schede bianche         | 7 124   | -     |
| Schede nulle           | 3 691   | -     |
| Totale                 | 153 486 | 100,0 |
| Fonte: Nohlen & Stöver |         |       |